# Haritalodes levequei
Haritalodes levequei là một loài bướm đêm trong họ Crambidae.